# 神奈川県立秦野高等学校
神奈川県立秦野高等学校（かながわけんりつはだのこうとうがっこう）は、神奈川県秦野市下大槻に所在する公立高等学校。
ICT利活用授業研究推進校の指定を受けている。

## 設置学科
- 普通科

## 歴史
同校が公式に草創年とするのは同校の前身である三郡共立学校創立年である1886年（明治19年）であり、これをもって同校は現存する県立高等学校としては、最古の歴史を持つとされる。だが源流をたどれば同校の歴史は以下のようにより古くまでさかのぼることができる。
1872年（明治5年）4月の元小田原藩藩校、県学校文武館の閉鎖を契機とする同年4月の共同学校の創立、1874年（明治7年）11月の同校の廃止とそれに伴う小田原師範学校への改称、1876年（明治9年）6月30日の同校内の中等科設置、1879年（明治12年）5月24日の横浜師範学校への統合による小田原師範学校の廃止、1879年（明治12年）10月の足柄上郡、足柄下郡、大住郡、淘綾郡、津久井郡、愛甲郡による六郡共立小田原中学校の創立と旧師範学校施設の引き継ぎ、1880年（明治13年）2月の津久井郡脱退による五郡共立小田原中学校への改称、同校の大住郡への移転問題に起因する1884年（明治17年）7月の同校の廃校、以上の経緯により1886年（明治19年）5月、大住郡、淘綾郡、足柄上郡が同校を大住郡金目村へ誘致することによって三郡共立学校が創立された。
そしてその後の経緯は以下である。1896年（明治29年）4月の大住郡、淘綾郡合併(中郡となる)による二郡共立学校への改称、1898年（明治31年）4月、足柄上郡脱退による中郡共立学校への改称、1900年（明治33年）3月の郡制改正施行による中郡立中郡学校への改称、国の実業教育政策に応じる形での1902年（明治35年）4月の中郡立中郡農業学校の開校、1908年（明治41年）4月、同校の平塚町達上西畑向原移転による神奈川県立農業学校(神奈川県立平塚農業高等学校の前身)の開校、なおも存続中の郡立農業学校を中郡有志が引き継ぐための、1909年（明治42年）3月の私立育英学校の創立、1923年（大正12年）4月の郡制廃止と同年9月の関東大震災による校舎全壊に起因する経営困難に対処するための1924年（大正13年）4月の大根村、土沢村、金目村、旭村、金田村、秦野町の六か町村による中郡六カ町村組合立育英学校の創立、同年12月の組合への参加町村増加による中郡二十六カ町村組合立育英学校への改称、1926年（大正15年）3月4日、「奈珂中学校設立認可」が下ったことによる、同年4月の中郡二十六カ町村組合立奈珂中学校の創立、1929年（昭和4年）の神奈川県奈珂中学校への改称、以上の経緯を経て同校は1935年（昭和10年）11月1日に県へ移管され、神奈川県立秦野中学校が創立された。
その後は以下の経緯をたどった。1948年（昭和23年）、戦後の学制改革に伴い、新制高等学校となり、神奈川県立秦野高等学校となった。2010年時点では、県内18校が指定を受ける学力向上進学重点校の一つに選ばれていた。

## 略歴
- 1872年（明治5年）4月 - 県学校文武館閉鎖。共同学校開校。
- 1874年（明治7年）11月 - 共同学校廃止。小田原師範学校と改称。
- 1876年（明治9年）6月 - 同師範学校内に中等科設置。
- 1879年（明治12年）
  - 5月 - 同師範学校廃止。横浜師範学校に統合。
  - 10月 - 足柄上下大住淘綾津久井愛甲6郡連合の中学校設置が許可される。
  - 11月 - 小田原師範学校の施設を引き継ぎ、六郡共立小田原中学校開校。
- 1880年（明治13年）2月 - 津久井郡が脱退。五郡共立小田原中学校と改称。
- 1884年（明治17年）7月 - 五郡共立小田原中学校廃校。
- 1885年（明治18年） - 同校を大住郡に誘致するための大住淘綾足柄上3郡の三郡共立学校設立の出願が許可される。
- 1886年（明治19年）5月 - 旧五郡共立中学校が大住郡に誘致され、三郡共立学校開校（同校草創年）。
- 1893年（明治26年）5月 - 金目小学校新築移転により同校舎買収。三郡共立学校移転。
- 1896年（明治29年）4月 - 大住郡、淘綾郡合併により中郡、足柄上郡共立の二郡共立学校と改称。
- 1898年（明治31年）4月 - 足柄上郡が脱退。中郡共立学校と改称。
- 1899年（明治32年）7月 - 新校舎を南金目村に新築。同校移転。
- 1900年（明治33年）3月 - 郡制改正施行により、中郡立中郡学校と改称。
- 1902年（明治35年）4月 - 国の実業教育政策に応じる形で中郡立農業学校開校。農業科設置。
- 1903年（明治36年） - 県農業会、県立農業学校設立を建議。
- 1908年（明治41年）4月 - 神奈川県への移管により神奈川県立農業学校創立（現平塚農業高校)。平塚町達上ヶ丘に移転。
- 1909年（明治42年）
  - 3月 - 郡立農業学校廃校。
  - 4月 - 廃校となった郡立農業学校舎を利用し、新たに私立育英学校創立。
- 1923年（大正12年）
  - 4月 - 郡制廃止。郡による補助金、打ち切られる。
  - 9月 - 関東大震災発生。校舎全壊。
  - 10月 - 大磯妙大寺にて授業再開。
- 1924年（大正13年）
  - 1月 - 校舎改築。同校にて授業再開。
  - 3月 - 私立育英学校廃校。
  - 4月 - 秦野町、金目村他6町村による中郡六カ町村組合立育英学校創立。
  - 12月 - 組合への参加町村増加により中郡二十六カ町村組合立育英学校となる。
- 1925年（大正14年）5月 - 組合認可、事務開始。
- 1926年（大正15年）
  - 4月 - 育英学校の発展的解消により中郡二十六カ町村組合立奈珂中学校創立(同校創立年)。大根村に移転。
  - 9月 - 新校舎、同村下大槻広畑（同校所在地）に落成。同校移転。
  - 10月29日 - 開校式。
- 1929年（昭和4年）3月 - 神奈川県奈珂中学校と改称。
- 1935年（昭和10年）11月1日 - 県へ移管、神奈川県立秦野中学校創立。
- 1947年（昭和22年）4月 - 学制改革に伴い、新一年生募集停止。同時に併設中学校設置。
- 1948年（昭和23年）4月 - 学制改革に伴い、同校名に改称。
- 1949年（昭和24年）3月 - 併設中学校、自然廃校。
- 1950年（昭和25年）4月 - 男女共学となり、男子216名、女子3名入学。学区制により秦野伊勢原学区に属す。
- 1963年（昭和38年）4月 - 学区改編され、平塚秦野学区に属す。男子高に戻る[注釈 4]。
- 1974年（昭和49年）4月 - 男女共学再開[注釈 5]。
- 1981年（昭和56年）4月 - 再学区改編。秦野伊勢原学区に属す。
- 2005年（平成17年）4月 - 学区制廃止。
- 2007年（平成19年）4月 - 県教育委員会より発展的な学力向上重点推進校に指定される。
- 2008年（平成20年）1月 - 東海大学と教育交流協定を締結。
- 2010年（平成22年）4月 - 神奈川県教育委員会より学力向上進学重点校に指定される。[3]。
- 2016年（平成28年）4月 -  神奈川県の「ICT利活用授業研究推進校」に指定される。
- 2018年（平成30年）12月 - 生徒が校内で利用できるWiFiが解禁。
- 2020年（令和2年）8月 - 耐震工事のためプレハブ校舎の使用を開始。

## 教育
入学時に芸術科目（音楽、美術）の選択があり、選択科目ごとに1年次のクラス編成がなされる。
また、1年次に理科科目(生物、物理)の選択があり、選択科目ごとに2年次のクラス編成がなされる。

## 行事
校内行事は多々あるが、特に以下をあげることができる。
- 2024年より毎年体育祭と文化祭の両方が開催される。[注釈 6]
- 校内10 kmマラソンが2月に行われる。ただし、女子は5 kmマラソンである。このマラソンは現代において男女不平等であるという意見も生徒から出ており、近年の倍率低迷の原因ともいわれている。[注釈 7]
- 4月に遠足が行われる[注釈 8]。
- 修学旅行がある。実施時期、行き先は時代と共に変化した。2019年時点では2年生11月、沖縄3泊4日。だが、2020年度はコロナウイルスの影響で、行き先変更の上、2年生次の3月に予定されていた。だが、新型コロナウィルスが終息しないことから中止が決定された[注釈 9]。
- 陸上競技大会が5月の中旬に行われる。10kmマラソンと同じく毎年秦野市陸上競技場が会場になる。
- 3月の学年末試験後にスポーツ大会が行われ、種目はサッカー、バレーボール、バスケットボール、ドッジボール、大縄跳びがある。2020年度は大縄跳びの開催はなかった。

## 部活動
同校は文武両道を掲げ、文化運動共に部活動が非常に盛んであり、以下の成果が顕著である。
| 年度               | 種目                                       | 成果                                           |
| ------------------ | ------------------------------------------ | ---------------------------------------------- |
| 1953年（昭和28年） | 陸上100m                                   | 国体出場                                       |
| 1954年（昭和29年） | 陸上100m                                   | 国体出場                                       |
| 1967年（昭和42年） | 陸上部800m                                 | インターハイ3位                                |
| 1968年（昭和43年） | 山岳部                                     | インターハイ出場                               |
| 1969年（昭和44年） | 陸上部1600mリレー                          | インターハイ準決勝進出                         |
| 1970年（昭和45年） | 陸上部5種目競技                            | インターハイ7位                                |
| 1970年（昭和45年） | 野球部                                     | 春季大会準優勝                                 |
| 1971年（昭和46年） | 陸上部5種目競技                            | インターハイ3位                                |
| 1972年（昭和47年） | 野球部                                     | 全国高等学校野球選手権県大会準優勝。           |
| 1972年（昭和47年） | 陸上部800m,1500m                           | インターハイ2種目優勝。800m日本高校新記録      |
| 1972年（昭和47年） | 陸上部1500m                                | 日体大記録会（日体大長距離記録会）で高校新記録 |
| 1972年（昭和47年） | 卓球部                                     | アジア卓球選手権ジュニア日本代表参加           |
| 1972年（昭和47年） | 新聞委員会                                 | 全国コンテスト佳作                             |
| 1973年（昭和48年） | テニス部ダブルス                           | インターハイ出場                               |
| 1974年（昭和49年） | テニス部ダブルス                           | インターハイ出場                               |
| 1978年（昭和53年） | 陸上部400mハードル                         | ジュニアオリンピック2位                        |
| 1978年（昭和53年） | テニス部ダブルス                           | インターハイ出場                               |
| 1982年（昭和57年） | テニス部女子ダブルス                       | インターハイ出場                               |
| 1983年（昭和58年） | テニス部男子ダブルス、テニス部女子ダブルス | インターハイ出場                               |
| 1985年（昭和60年） | 吹奏楽部アンサンブル                       | 全日本アンサンブル・コンテスト銀賞             |
| 1986年（昭和61年） | 演劇部                                     | 北相地区演劇発表会最優秀賞・県大会進出         |
| 1991年（平成3年）  | 演劇部                                     | 北相地区演劇発表会最優秀賞・県大会進出         |
| 1997年（平成9年）  | 弓道部個人女子                             | インターハイ出場                               |
| 2005年（平成17年） | バスケットボール部男子                     | インターハイ出場                               |
| 2006年（平成18年） | バスケットボール部男子                     | インターハイ出場                               |
| 2006年（平成18年） | 陸上部短距離長距離女子                     | 全国高校駅伝出場                               |
| 2006年（平成18年） | サッカー部                                 | 全国選手権予選決勝進出                         |
| 2006年（平成18年） | 演劇部                                     | 北相地区演劇発表会最優秀賞・県大会進出         |
| 2007年（平成19年） | 運動部活動                                 | かながわ部活ドリーム大賞グランプリ             |
| 2007年（平成19年） | 水泳部フィンスイミング                     | アジア選手権大会優勝                           |
| 2007年（平成19年） | サッカー部                                 | 全国選手権県予選準決勝進出                     |
| 2007年（平成19年） | 陸上部女子3000m                            | インターハイ出場                               |
| 2007年（平成19年） | 弓道部男子、女子                           | インターハイ出場                               |
| 2008年（平成20年） | 陸上部女子1500m,3000m                      | インターハイ出場                               |
| 2008年（平成20年） | ソフトテニス女子ダブルス                   | インターハイ出場                               |
| 2009年（平成21年） | 弓道部個人男子                             | インターハイ出場                               |
| 2009年（平成21年） | 硬式テニス部男子                           | インターハイ・ベスト32                         |
| 2009年（平成21年） | 水泳部男子                                 | インターハイ出場                               |
| 2009年（平成21年） | ソフトテニス部男子                         | インターハイ出場                               |
| 2009年（平成21年） | 陸上部女子1500m,3000m                      | インターハイ出場                               |
| 2009年（平成21年） | 陸上部女子全国駅伝                         | 10位                                           |

## 同窓会
- 神奈川県立秦野高等学校同窓会「広陵会」 - 会報「広陵」発行のほか、青春かながわ校歌祭の参加、在校生の活動支援などを行っている。

## 著名な出身者
三郡共立学校から中郡立中郡農業学校までの出身者
- 福井準造[注釈 15]（政治家、社会主義研究者。衆議院議員。慶應義塾卒）
- 猪俣松五郎（政治家、教育者。金目村村長、同村議、中郡議、創立維持功労者）
- 前田夕暮（歌人。中郡共立学校中退）

神奈川県立秦野中学校以後の出身者
- 柳川覚治（文部官僚、元参議院議員）
- 小泉晨一（政治家。元衆議院議員）
- 古谷義幸（政治家。秦野市長、元同市議、同議長、元神奈川県議）
- 中村省司（政治家。神奈川県議、元同議長、元鎌倉市議）
- 萩原鉄也（政治家。伊勢原市長）
- 山中恒（作家）
- 小幡佳代子（マラソン選手）
- 猪狩佑貴（プロサッカー選手、湘南ベルマーレ所属）
- 小澤巧（サッカー選手、Stallion Laguna F.C.所属）
- ジャイアント白田（フードファイター）
- 石井亮輔（作詞家、作曲家、音楽プロデューサー）
- 関野義秀（フィンスイミング日本代表選手、4×200mサーフィスリレー日本記録保持者。）
- 齊藤洋介（プロバスケットボール選手）
- 上野真吾（競輪選手）

## 交通
出典 : 
| 乗車駅               | 系統       | 下車停留所          | 運行事業者 |
| -------------------- | ---------- | ------------------- | ---------- |
| JR東海道線平塚駅     | 平74       | 「秦野高校前」      | ■神奈中    |
| 小田急線秦野駅       | 秦44・秦45 | 「秦野高校前」      | ■神奈中    |
| 小田急線東海大学前駅 | 学04       | 「宿矢名」、徒歩4分 | ■神奈中    |
| 小田急線鶴巻温泉駅   | 巻02       | 「宿矢名」、徒歩4分 | ■神奈中    |

徒歩
- 小田急線東海大学前駅より徒歩25分。